# لوري جارفر
لوري بيت جارفر (ولدت في 22 مايو 1961 في لانسنغ) وهي النائبة السابقة لمدير ناسا حيث تم ترشيحها في 24 مايو 2009 من قبل الرئيس باراك أوباما جنبًا إلى جنب مع تشارلز بولدن في منصب الإدارة ووافق مجلس الشيوخ على تعيينها في 15 يوليو 2009 ثم تركت المنصب في عام 2013 لتصبح المديرة العامة لرابطة طياري الخطوط الجوية الدولية.